# Ангоа
Ангоа (фр. Hengoat) насеље је и општина у северозападној Француској у региону Бретања, у департману Приморје која припада префектури Ланион.
По подацима из 2011. године у општини је живело 207 становника, а густина насељености је износила 33,44 становника/km². Општина се простире на површини од 6,19 km². Налази се на средњој надморској висини од 50 метара (максималној 82 m, а минималној 9 m).

## Демографија
| 1962. | 1968. | 1975. | 1982. | 1990. | 1999. | 2011. |
| ----- | ----- | ----- | ----- | ----- | ----- | ----- |
| 334   | 362   | 318   | 256   | 214   | 166   | 207   |

График промене броја становника у току последњих година